# Telefon
En telefon (af græsk: τῆλε /tḕle/ — „fjern“ og φωνή /pʰōnḗ/— “lyd”) er et elektrisk apparat til overførelse af samtaler over afstande. I den første telefonbog for København fra 1881 var der kun 22 abonnenter. Men i 1899 var tallet 9.687 og i 1992 840.546. Det var en sensation, da man første gang kunne ringe til udlandet. Skulle abonnenten ringe til Sverige fra sin egen telefon, måtte man sende en skriftlig ansøgning med underskrift af to kautionister.

## Historie
Alexander Graham Bell regnes af mange som telefonens opfinder, da han byggede sin udgave i 1876. Andre regner Philipp Reis som opfinder i 1860, men hans opfindelse regnes nu for en forløber for Bells udgave. Den amerikanske kongres anerkendte den 15. juni 2002 Antonio Meucci som den officielle opfinder af telefonen under navnet teletrophone: Mange opfindere arbejdede med forskellige ideer, og deres opfindelser inspirerede andre opfindere, der videreudviklede dem.
Undervejs havde Bell en anden konkurrent, Elisha Gray, som også udtænkte princippet bag en telefon. Den 14. februar 1876 indgav Elisha Gray en patentansøgning om telefonen, samme dag som Alexander Graham Bell. Det betød, at de kom i strid med hinanden, og at ansøgningerne derfor ikke umiddelbart kunne efterkommes. Bell reagerede med det samme og forklarede sin idé i alle detaljer til sin patentsagfører. Elisha Gray reagerede slet ikke. Derfor fik Bell telefonpatentet.

### M-telefoner
De første telefoner var magnetotelefoner, ofte kaldet M-telefoner, som havde deres eget batteri indbygget. Af den grund også kaldt lokalbatteri-telefoner. Telefonledningen var uden spænding, når der ikke blev ført samtale. Det mindskede kravene til ledningernes kvalitet. Magnetotelefonens betjeningsdele bestod af en mikrofon, et hørestykke på en krog eller i en 'gaffel' og et håndsving til en lille elektrisk generator. Senere blev mikrofon og 'telefon' sammenbygget til den mikrotelefon, vi kender som telefonrøret eller 'knoglen'. Det kælenavn fik den, da den første helstøbte telefon af bakelit kom frem. Telefonrøret lignede en sort knogle og blev kaldt 'en negerknogle'.

#### Opkald med en magnetotelefon
Ved opkald drejede den kaldende abonnent (kaldet A-abonnenten) på håndsvinget, så generatoren sendte en strøm gennem telefonlinjen til centralen med det resultat, at en lille klap faldt ned ved et nummer i centralbordet. Så kunne telefonistinden se, hvem der havde kaldt centralen. Samtidig lød et lille signal for at henlede opmærksomheden på opkaldet.
Derefter løftede A hørestykket, så kontakten i dens fjederbelastede krog/gaffel kunne skifte linjen om fra generatoren til mikrofon og hørestykke. Når telefonistinden på centralen fik koblet sit eget hovedsæt og mikrofon på linjen, kunne A tale med hende og bede om at blive koblet til den abonnent A ville tale med (B-abonnenten). Hørte B ind under en anden central, bad A om denne central og blev stillet videre.
Telefonistinden lagde så en ringespænding på B's linje, så B's telefon ringede, og når B tog røret af gaflen (der koblede klokken fra), etablerede telefonistinden kontakt mellem de to linjer, så A og B kunne tale sammen. Hun lukkede så klappen foran nummeret på centralbordet. Hvis B-abonnenten ikke var lokal, måtte telefonistinden først kontakte B's central og bede om at få stillet forbindelsen videre igennem. På den måde kunne et opkald involvere adskillige telefonistinder på forskellige centraler.
Når samtalen så var forbi, 'ringede man af' ved at hænge røret på plads og dreje håndsvinget. Klappen faldt så ned, og telefonistinden kunne se, at samtalen var forbi, hvorefter hun fjernede sine mellemledninger.
I Danmark var magnetocentraler i brug fra telefonens barndom til begyndelsen af 1970'erne, hvor automatiske systemer tog over.

### D og F-telefoner
D/F-telefoner havde i modsætning til M-telefonen ikke batteri, men fik derimod strøm fra centralen via telefonledningen. Systemet kaldtes derfor centralbatteri-systemet. Teknisk set var D og F-telefoner ens; forskellen afhang af centraltypen, og for brugeren var det kun betjeningen, der adskilte de to typer.
Den mest synlige forskel fra M-telefonen til D/F-telefoner var indførslen af nummerskiven, som abonnenten brugte til at dreje nummeret ved opkald, og at generatorhåndsvinget var forsvundet.

#### Virkemåde med D-centraler
Når A ville foretage et opkald fra en D/F-telefon, var det nok blot at løfte røret. Centralbatteriprincippet gjorde nemlig, at det ikke længere var nødvendigt med en ringegenerator.
D'et stod for "demi-automatisk", hvilket betød, at A kunne dreje sig frem til den central, som B hørte til. Her fik A fat i en telefonistinde, som kunne oprette forbindelsen. I forhold til M-systemet kunne der altså spares telefonisttid i de tilfælde, hvor B ikke var lokal.
Når samtalen var forbi, lagde A røret på igen, og det fik en lampe til at tændes ved telefonistens omstillingsbord, som angav at forbindelsen kunne nedtages.
D-centralerne begyndte at blive indført i Københavns-området i 1930'erne, og de sidste forsvandt først midt i 1970'erne.

#### Virkemåde med F-centraler
| standard | standard | standard |   | Danmark | Danmark | Danmark |
| -------- | -------- | -------- | - | ------- | ------- | ------- |
| 1        | 2        | 3        | 7 | 8       | 9       |         |
| 4        | 5        | 6        | 4 | 5       | 6       |         |
| 7        | 8        | 9        | 1 | 2       | 3       |         |
|          | 0        |          |   | 0       |         |         |

F-centralerne var de næste skridt, hvor F står her for "fuldautomatisk". Nu kunne A ringe direkte til B uden at involvere en telefonistinde C. Det gjaldt dog kun i de tilfælde, hvor begge abonnenter var tilkoblet en F-central. Der skulle stadig bruges C-assistance, hvis der skulle ringes fra en F-central til en D- eller en M-central. F-systemet begyndte for alvor at blive indført i begyndelsen af 1960'erne.
Nummerskiven er siden blevet erstattet af trykknapper, og her er pulserne erstattet af et såkaldt DTMF-tonesystem, der sender cifrene til centralen som tonepar.

##### Trykknappernes layout
Den internationale standard for trykknap-layout på telefoner er med de lave tal øverst, men Danmark brugte en tid et layout, der svarer til regnemaskinernes (som på computerens numeriske tastatur).
Layoutet med 1 2 3 øverst var et valg baseret på et forsøg lavet af den sydafrikanske psykolog John Elias Karlin.

## Udviklingen af nye telefontyper
Telefonapparaterne har udviklet sig sammen med resten af telesystemet, så nye teknologier naturligt har fulgtes ad i forskellige grene af nettet.
Der har været to hovedtendenser:
- Digitalisering, VoIP
- Mobiltelefoni

Digitaliseringen blev trukket helt ud til abonnenten ved indførslen af ISDN. Telefoner til denne forbindelsestype minder i sin brug om andre fastnettelefoner, men er teknisk set ganske anderledes. Talen bliver digitaliseret i telefonen. Digitaliseringen har også erstattet den traditionelle brug af toner og pulser til opkaldsstyring (signalering), hvilket har lettet adgangen til en mængde ekstra tjenester. Teknikere bruger i øvrigt normalt betegnelsen "terminal" i stedet for "telefon" inden for ISDN. I 1990 havde 90% af danske hjem en fastnettelefon, i 2013 var det halvdelen, og i 2020 var det 15%.
Udviklingen af mobiltelefoni har også frembragt helt nye telefontyper, som udmærker sig ved at være flytbare. De tidlige mobiltelefoner var store og tunge, men er for længst skrumpet til lommeformat. Lige som fastnettelefoner har systemerne udviklet sig fra analoge typer (som det nordiske NMT-system) til digitale typer (som det europæiske GSM-system, 3G og 4G). Mobiltelefoner findes i 90% af danske hjem.